# Куглер, Франц
Франц Теодор Ку́глер (нем. Franz Theodor Kugler; 18 января 1808, Штеттин — 18 марта 1858, Берлин) — немецкий историк, историк искусства, поэт, драматург.

## Биография
Франц Куглер — третий ребёнок в семье торговца, консула и депутата городского совета Иоганна Георга Эмануэля Куглера и его супруги, дочери священника Софии Доротеи Элеоноры, урождённой Штернберг. Франц вырос в Штеттине, учился в местной гимназии. Продолжил обучение в Берлине. Защитил докторскую диссертацию по истории искусства. В 1833 году женился на Кларе Гитциг, дочери издателя и писателя Юлиуса Эдуарда Гитцига. В браке родились сыновья Бернгард, ставший историком, и Ганс, ставший художником. Дочь Маргарита состояла в браке с писателем Паулем Хейзе.

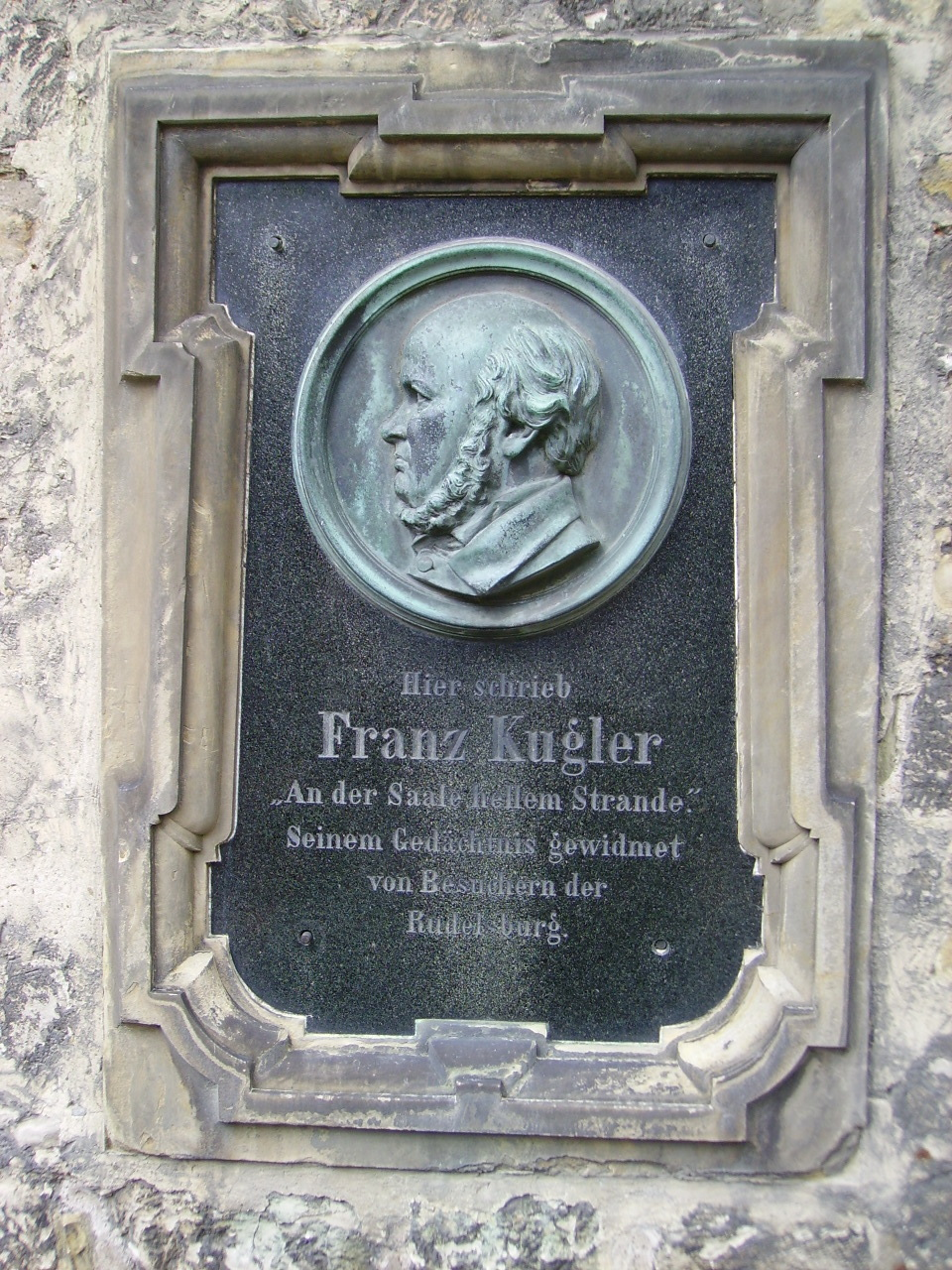
Мемориальная доска в Рудельсбурге

Свою литературную деятельность Франц Куглер начинал как автор песен и баллад. В его альбоме путевых зарисовок 1828 года сохранился текст сочинённой им песни на народную мелодию «На ярком пляже Заале» (An der Saale hellem Strande). Песня стала знаменитой. Над рекой Заале (левый приток Эльбы) высится крепость Рудельсбург. На одной из стен крепости имеется мемориальная доска в честь Франца Куглера.
В 1833 году Франц Куглер получил право преподавания, а в 1835 году профессорскую должность в Берлинской академии искусств (Berliner Akademie der Künste). Его лекции в Академии искусств посещал в будущем знаменитый историк Якоб Буркхардт, вскоре они стали друзьями. Позднее Франц Куглер доверил Буркхардту переработку своих произведений «Руководство по истории живописи» (Handbuch der Geschichte der Malerei) и «Руководство по истории искусства» (Handbuch der Kunstgeschichte, 1859) в 3-х томах с собственноручно выполненными иллюстрациями.
В 1835 и 1838 годах Куглер вместе с литератором и поэтом Францем фон Гауди совершил путешествие в Италию для изучения произведений классического искусства. В 1843 году он получил назначение референтом по вопросам искусства в Прусском министерстве культуры и образования. На эту тему Куглер даже написал книгу совершенно в прусском духе: «Искусство как объект государственного управления».
В 1840 году Франц Куглер издал своё сочинение «История Фридриха Великого» (Geschichte Friedrichs des Großen), в котором также подробно вывел образ отца Фридриха Вильгельма I, оказавшего значительное влияние на становление личности знаменитого короля Пруссии. Книга, проиллюстрированная тогда ещё неизвестным художником Адольфом Менцелем, пользовалась большим успехом.
Записки Куглера по истории итальянской, немецкой и нидерландской живописи были переведены на английский язык и издан дополнительный том по истории испанской и французской живописи.
Франц Куглер ещё со студенческой поры активно участвовал в общественной жизни Берлина. Она состоял в Певческой академии, вступил в «Общество молодых художников» (Verein der jüngeren Künstler), с 1831 года являлся членом «Общества архитекторов» (Architektenvereins), а с 1832 года — «Общества научного изучения искусства». С 1848 года Куглер состоял в литературном объединении «Туннель через Шпрее» (Tunnel über der Spree). Писал стихи и пьесы под псевдонимом «Лессинг». Дом Куглера в Берлине стал центром встреч поэтов и художников. Помимо Менцеля и Буркхардта друзьями Куглера были архитектор, живописец и театральный художник Карл Фридрих Шинкель и историк искусства Вильгельм Любке, который завершил «Историю архитектуры» (Geschichte der Baukunst), добавив к ней 4-й и 5-й тома (1855).
Франц Куглер скончался в Берлине в 1858 году и был похоронен на старом кладбище при церкви Святого Матвея (Alten St.-Matthäus-Kirchhof) в берлинском районе Шёнеберг. С 1958 года его могила считается «почётной», а одна из берлинских улиц в 1903 году названа его именем (Kuglerstraße).

## Научные труды и их значение
Заслугой Франца Куглера в исторической науке об искусстве является реабилитация готической архитектуры, считавшейся до того времени «варварской» и не представляющей интереса. В «Руководстве по истории искусства» (1841—1842) Куглер первым объяснил французское происхождение германской готики.
В период интереса к средневековому искусству и формирования неоготического стиля в архитектуре середины XIX века Франц Куглер в третьем томе своей «Истории архитектуры» (1859) поместил средневековую архитектуру в контекст развития искусства в целом и также продемонстрировал на конкретных примерах истоки готического стиля в северной Франции. Ф. Куглер выявил основные особенности и различия романской и готической архитектуры, свои издания он сопровождал собственными рисунками и чертежами. Эти достижения делают не вполне корректными расхожие сравнения с близким трудом Карла Шназе «История изобразительных искусств» (Geschichte der bildenden Künste) в семи томах (1843—1864), появившимся в это же время и будто бы дублирующим работу Куглера.
Для российского искусствознания важное значение имело многократное издание сочинения Ф. Куглера на русском языке «Руководство к истории живописи со времён Константина Великого» (1869; 1870; 1872; 1874).

## Основные публикации
- Сборник песен для немецких исполнителей (Liederbuch für deutsche Künstler) 1833; 1978
- Архитектурные памятники Альтмарк Бранденбург в живописных пейзажах (Architektonische Denkmäler der Altmark Brandenburg in malerischen Ansichten) 1833
- О старых церквях Щецина (Ueber die älteren Kirchen Stettins) 1833
- О полихромии греческой архитектуры и скульптуры и её пределах (Ueber die Polychromie der griechischen Architektur and Sculptur und ihre Grenzen) 1835
- Руководство по истории живописи в Италии со времён Константина Великого (Handbuch der Geschichte der Malerei in Italien seit Konstantin dem Großen) 1837, 1841; 1866
- Описание художественных сокровищ Берлина и Потсдама (Beschreibung der Kunstschätze von Berlin und Potsdam) 1838
- История Фридриха Великого (Geschichte Friedrichs des Großen) 1840; 2008
- Руководство по истории искусств (Handbuch der Kunstgeschichte) 1842
- Небольшие сочинения и исследования по истории искусства (Kleine Schriften und Studien zur Kunstgeschichte) 1853—1854
- История архитектуры. В 5-ти т. (Geschichte der Baukunst. 5 Bände) 1856-18